# 홍순만
홍순만(洪淳晩, 1956년 11월 26일 ~ )은 대한민국의 공인회계사, 공무원 출신이었고, 제7대 한국철도공사 사장을 역임하였다.

## 학력
- 양정고등학교 졸업
- 연세대학교 국어국문학과 학사
- 워싱턴대학교 대학원 토목(교통)공학 석사
- 워싱턴대학교 대학원 토목(교통)공학 박사

## 경력
- 1979년 : 제23회 행정고시 합격
- 1982년 : 공인회계사 시험 합격 (삼일회계법인)
- 1994년 2월 : 건설교통부 유통정책과 과장
- 2005년 2월 ~ 2006년 2월 : 건설교통부 철도국 국장, 항공기획관, 생활교통본부장
- 2006년 2월 ~ 2006년 12월 : 건설교통부 항공기획관
- 2006년 12월 ~ 2008년 2월 : 건설교통부 생활교통본부장
- 2008년 3월 ~ 2009년 1월 : 건설교통부 항공안전본부장
- 2009년 3월 ~ 2010년 10월 : 국토해양부 교통정책실 실장
- 2011년 4월 ~ 2014년 4월 : 제6대 한국철도기술연구원 원장
- 2014년 4월 ~ 2015년 8월 : 한국과학기술원 녹색교통시스템 연구센터장
- 한국과학기술원 조천식녹색교통대학원 초빙교수
- 2015년 8월 ~ 2016년 4월 : 제2대 인천광역시 경제부시장
- 2016년 5월 ~ 2017년 8월 : 제7대 한국철도공사 사장
- 미래한국당 당무위원
- 미래통합당 당무위원
- 국민의힘 당무위원
- 한서대학교 석좌교수

## 저서
- 2015년 HUB 거리의 종말 (ISBN 9788974564858)